# Pristimantis corniger
Pristimantis corniger är en groddjursart som först beskrevs av Lynch och Ángela Marcela Suárez-Mayorga 2003.  Pristimantis corniger ingår i släktet Pristimantis och familjen Strabomantidae. IUCN kategoriserar arten globalt som otillräckligt studerad. Inga underarter finns listade i Catalogue of Life.